# Ajuntament de Verdú
L'Ajuntament de Verdú és un edifici de Verdú (l'Urgell) inclosa a l'Inventari del Patrimoni Arquitectònic de Catalunya.

## Descripció
L'ajuntament és un edifici noble de pedra vista amb muntants, llindes i cantoneres de pedra tallada. La seva porta d'accés és definida en un arc carpanell, coronat per un gran escut de la vila de Verdú. Té una façana amb una distribució totalment simètrica, amb dues finestres paral·leles que emmarquen la porta principal, al primer pis hi ha dos balcons i a la part de les golfes hi ha finestretes simètricament situades. Al soterrani hi havia tingut la presó.

## Història
Abans del 1546 ja complia les funcions municipals, tal com es documenta als llibres i les Estimes.
Al 1792 es remodelaren la façana i l'interior, moment en què damunt de la porta principal es col·locà l'escut de la població. Davant de la façana tenien lloc els actes oficials. Avui dia continua sent la seu de l'Ajuntament.